# Psychomyia alkibiades
Psychomyia alkibiades is een schietmot uit de familie Psychomyiidae. De soort komt voor in het Oriëntaals gebied.